# Elusa cyathicornis
Elusa cyathicornis är en fjärilsart som beskrevs av Walker 1862. Elusa cyathicornis ingår i släktet Elusa och familjen nattflyn. Inga underarter finns listade i Catalogue of Life.